# Soperton
Soperton är administrativ huvudort i Treutlen County i Georgia. Orten har fått namn efter järnvägsingenjören Benjamin Franklin Soper. Vid 2020 års folkräkning hade Soperton 2 889 invånare.